# La Dernière Nuit (film, 1936)
Pour les articles homonymes, voir Vie privée (film).
Pour plus de détails, voir Fiche technique et Distribution.
La Dernière Nuit (en russe : Последняя ночь, Posledniaïa notch) est un film soviétique réalisé par Yuli Raizman et Dmitri Vassiliev, sorti en 1936. Le film est adapté de la nouvelle Brovkine paisible (Тихий Бровкин) d'Evgueni Gabrilovitch qui raconte le soulèvement des ouvriers de Moscou en octobre 1917.

## Synopsis
Un train arrive en garde Moscou. Deux voyageurs qui avaient fait connaissance pendant le trajet se séparent. Ils se retrouvent plus tard face à face, l'un officier tsariste et l'autre ouvrier bolchevik. Le frère du bolchevik s'éprend de la sœur de l'officier. Les pères de ces jeunes gens, l'un industriel et l'autre ouvrier, s'affronteront aux aussi.

## Fiche technique
- Titre : La Dernière Nuit
- Titre original : Последняя ночь
- Réalisation : Yuli Raizman, Dmitri Vassiliev
- Scénario : Yuli Raizman et Evgueni Gabrilovitch
- Photographie : Dmitri Feldman
- Compositeur : Alexander Veprik (en)
- Direction artistique : Alekseï Outkine
- Montage : Grigori Chirokov
- Son : Vladimir Bogdankevitch, Ivan Evseïev-Volski
- Production : Mosfilm
- Pays d'origine : URSS
- Format : 1,37 : 1 - Mono - noir et blanc
- Genre : drame
- Durée : 98 minutes
- Date de sortie : 1936

## Distribution
- Ivan Peltzer : Egor Zakharkine, père
- Nikolaï Dorokhine : Zakharkina, mère
- Maria Iarotskaïa  : Piotr Zakharkine
- Alekseï Konsovski : Kouzma Zakharkine
- Nikolaï Rybnikov : Piotr Leontiev, père
- Sergueï Vetcheslov : Alekseï Leontiev
- Tatiana Okounevskaïa : Lena Leontieva
- Leonid Khlebnikov : Choura Leontiev
- Mikhaïl Kholodov : Soskine, sous-officier
- Vladimir Gribkov : Mikhaïlov, chef du comité révolutionnaire
- Igor Arkadine : Semikhatov, représentant de commerce
- Ossip Abdoulov : colonel
- Vladimir Dorofeïev : chef de gare